# 맨먼스 미신
《맨먼스 미신》(영어: The Mythical Man-Month: Essays on Software Engineering→신화적인 인월: 소프트웨어 공학에 관한 에세이)는 프레드 브룩스가 저술한 소프트웨어 공학 및 프로젝트 관리에 관한 책으로 1975년에 처음 출판되었으며, 이후 1982년과 1995년에 개정판이 발행되었다. 이 책의 핵심 주제는 일정이 지연된 소프트웨어 프로젝트에 인력을 추가하면 오히려 더 지연된다는 것이다. 이 개념은 브룩스의 법칙으로 알려져 있으며, 제2시스템 효과 및 프로토타이핑 지지와 함께 제시된다.
브룩스의 관찰은 IBM에서 OS/360 개발을 관리하는 동안의 경험을 바탕으로 한다. 그는 일정이 지연되고 있는 프로젝트에 더 많은 프로그래머를 투입했는데, 이후 이 결정이 직관에 반하게도 프로젝트를 더욱 지연시켰다고 결론짓게 된다. 또한 그는 ALGOL 컴파일러 작성과 관련된 한 프로젝트가 관련 작업자 수와 관계없이 6개월이 소요될 것이라고 단언하는 실수를 범했다(실제로는 더 오래 걸렸다). 프로젝트 개발에서 관리자들이 이러한 오류를 반복하는 경향이 있어, 브룩스는 자신의 책이 "소프트웨어 공학의 성경"이라 불리는데, 그 이유는 "모든 사람이 인용하고, 일부는 읽으며, 소수만이 따르기 때문"이라고 재치 있게 말했다.

## 같이 보기
- 안티패턴
- 리팩터링
- 리누스의 법칙
- 소프트웨어 개발 프로세스